# Navidad Caribeña

Caribbean Christmas cuyo nombre en español es Navidad Caribeña es un cortometraje uruguayo de animación dirigida por Walter Tournier sobre su propio guion escrito en colaboración con Carl McMullin y Penélope Middleboe que se estrenó en 2001. 

## Sinopsis
El Gobernador de una isla del Caribe quiere darle a sus sobrinos, que vienen a visitarlo por primera vez, una fiesta de Navidad muy especial por lo que se imagina que la mejor forma es prepararla exactamente como en su tierra, con pavo, árbol de Navidad, trineo y hasta nieve, para lo cual pone al carpintero Chanó y su amigo Cané, el inventor, a construir una máquina de nieve. Pero al final, cuando termina arruinando la fiesta del pueblo, comprende que no es la nieve lo que hace la Navidad.

## Premios
- 1° Festival del Audiovisual para la niñez y la Adolescencia de La Habana, Cuba. Premio jurado de niños y niñas (2004).
- VII Festival de cine Infantil de Guyana. Mejor película, Mejor dirección y Mejor Fotografía (2003).
- Festival Iberoamericano de Televisión Infantil Prix Jeunesse, Chile. Primer premio categoría Ficción de 6 a 11 años (2002).
- XX Festival Internacional de Cine del Uruguay. Premio mejor cortometraje animado, Premio UNESCO, Premio mejor

cortometraje, Jurado de Niños de Plan DENI y Premio de público infantil (2001).
- Festival Internacional del Nuevo Cine Latinoamericano, Cuba. Segundo Premio Coral de Animación (2001).